# Pterolophia nigrosignata
Pterolophia nigrosignata là một loài bọ cánh cứng trong họ Cerambycidae.